# Dieter Kemper
Dieter Kemper, född den 11 augusti 1937 i Dortmund, död den 11 oktober 2018 i Pankow, Berlin, var en tysk tävlingscyklist som framför allt hade framgångar på bana, där han blev världsmästare i stayer 1975, europmästare i stayer fem gånger och i madison två gånger, samt vann 26 sexdagarslopp.

## Meriter

### Landsväg
1962
Vinnare av etapp 6 i Deutschland Tour
Vinnare av etapp 7 i Tour de Suisse
1963
Vinnare av etapp 2 (TTT) i Tour de l'Oise
1964
Vinnare av etapp 1 i Dunkerques fyradagars
1965
2:a i Grand Prix du canton d'Argovie
1966
3:a i Grand Prix du canton d'Argovie
1971
3:a i linjelopp vid Tyska mästerskapen i landsvägscykling

### Bana

#### Mästerskap
Dieter Kempers podieplaceringar vid mästerskap på bana:
| Mästerskap                              | Disciplin       | 1965      | 1966      | 1967      | 1968      | 1969      | 1970      | 1971      | 1972      | 1973      | 1974      | 1975      | 1976      | 1977      |
| --------------------------------------- | --------------- | --------- | --------- | --------- | --------- | --------- | --------- | --------- | --------- | --------- | --------- | --------- | --------- | --------- |
| Världsmästerskapen                      | förföljelselopp |           |           |           |           |           |           |           |           |           |           |           |           |           |
| Världsmästerskapen                      | stayer          |           |           |           |           |           |           |           |           |           |           |           |           |           |
| Mästerskap                              | Disciplin       | 1964 1965 | 1965 1966 | 1966 1967 | 1967 1968 | 1968 1969 | 1969 1970 | 1970 1971 | 1971 1972 | 1972 1973 | 1973 1974 | 1974 1975 | 1975 1976 | 1976 1977 |
| Europamästerskapen "Vintermästerskapen" | madison         | HO        |           |           | HO        | HO        | KB        |           | KB        |           |           | GG        |           |           |
| Europamästerskapen "Vintermästerskapen" | stayer          |           |           |           |           |           |           |           |           |           |           |           |           |           |
| Europamästerskapen "Vintermästerskapen" | derny           |           |           |           |           |           |           |           |           |           |           |           |           |           |

Noter:
– I madison anges partnern med initialer vilka representerar: Horst Oldenburg, Klaus Bugdahl och Graeme Gilmore.
– Bancyklingens säsong ligger på vintern och de europeiska "vintermästerskapen" kördes därför säsongsvis, ibland före och ibland efter nyår.

#### Sexdagarslopp
I tabellen nedan listas Dieter Kempers segrar och partners (med initialer):
| \ Säsong |

| Plats \ |

| \ Säsong |

| Partner \ |

Noter:
Lopp: Asterisk efter ortnamnet markerar att tävlingen hölls före nyår (Kölns sexdagars gick över nyårshelgen). Berlin körde två lopp per vinter, ett i oktober och ett i januari, till och med 1969/1970 – därefter bara ett lopp (i oktober) varje säsong. Zürich kördes med tremannalag 1971/1972. Castelgombertos sexdagars kördes på utomhusvelodrom i juli 1974 och har förts till den följande vintersäsongen.
Partners: Raden "Övriga" innehåller de partners som bara bidrog till en seger, dessa är:

 Leandro Faggin (67/68)
 Norbert Seeuws (69/70)
 Louis Pfenninger (71/72)
 Marino Basso (74/75)
 Wilfried Peffgen (75/76)